# Avro 504
L'Avro 504 era un biplano sviluppato dall'azienda britannica A.V. Roe and Company (Avro) tra gli anni dieci e venti del XX secolo. Nato come aereo da addestramento, fu impiegato anche come caccia, bombardiere leggero e ricognitore. Prodotto in oltre 10 000 esemplari, di cui quasi 9 000 nel corso della prima guerra mondiale, rimase in servizio per oltre 20 anni.

## Storia del progetto
Alla fine del 1912 Alliott Verdon-Roe iniziò progettare un nuovo biplano, da impiegare sia come aereo da addestramento che come aereo sportivo per privati, che nelle sue intenzione doveva essere più leggero e più semplice da costruire del precedente Avro 500. La costruzione del primo prototipo iniziò nell'aprile 1913, mentre le prime prove di volo furono effettuate con discrezione a Brooklands in luglio. L'aereo infatti doveva essere presentato al pubblico al 2° Aerial Derby che si sarebbe corso il 20 settembre. Per motivi pubblicitari, il primo volo ufficiale dell'Avro 504 fu effettuato il 18 settembre 1913. Al Derby fu portato in gara dal pilota collaudatore della Avro, Fred P. Raynham, che ottenne il 4º posto con una media di 107 km/h.

## Impiego operativo

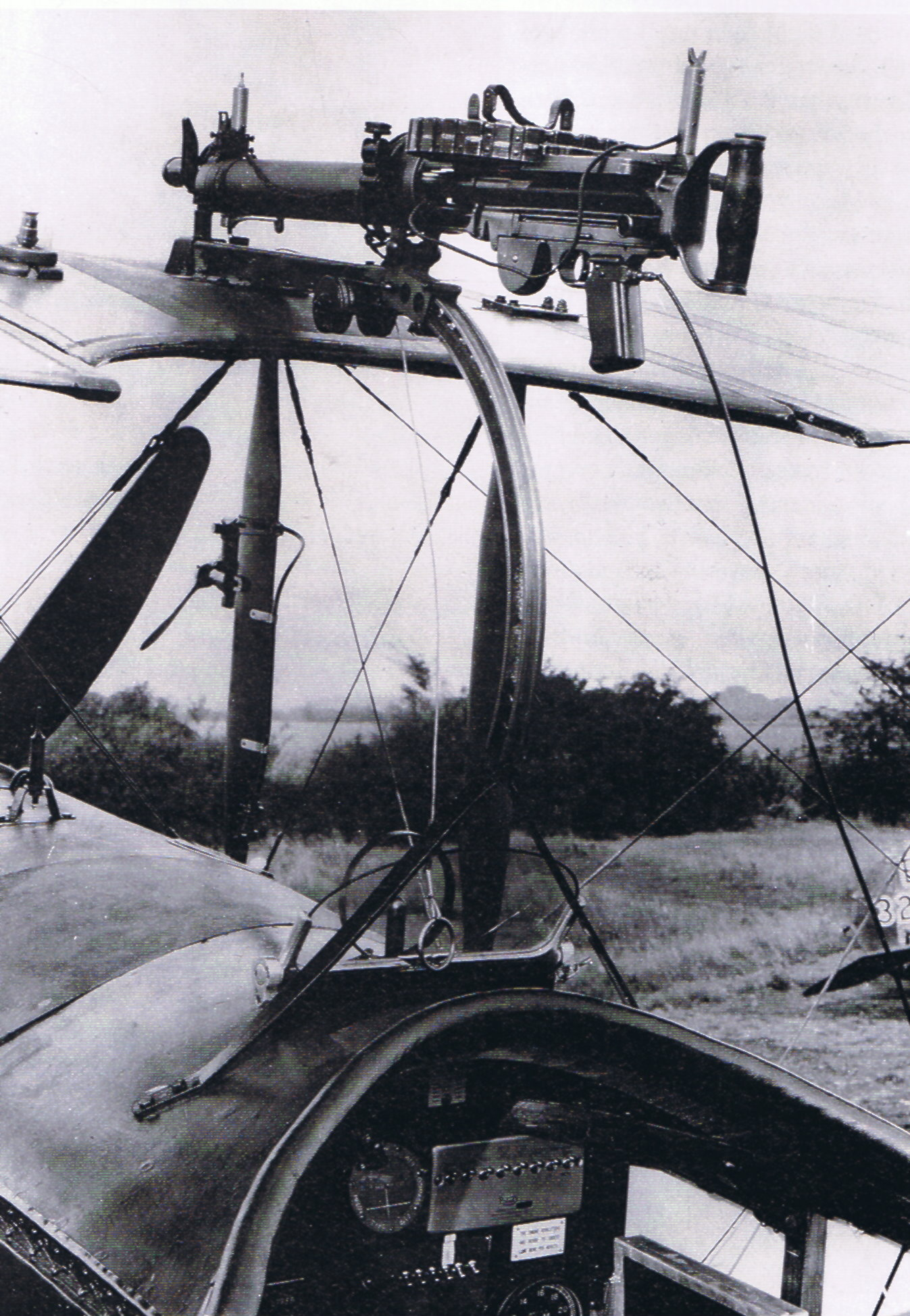
Montaggio Foster di una mitragliatrice Lewis su un 504K

Poco prima della prima guerra mondiale un piccolo numero di Avro 504 fu inizialmente acquistato dal Royal Flying Corps (RFC) e dal Royal Naval Air Service (RNAS), dopo l'inizio delle ostilità gli aerei furono trasferiti sul fronte occidentale. Fu proprio un Avro 504 della RFC il primo aereo britannico ad essere abbattuto dai tedeschi il 22 agosto 1914. Il pilota era il sottotenente Vincent Cascata ed il navigatore il tenente Charles George Gordon Bayly.
La RNAS utilizzò quattro 504 per una missione speciale, che aveva l'obbiettivo di attaccare uno Zeppelin in costruzione a Friedrichshafen, sulle rive del Lago di Costanza. Il 21 novembre 1914 tre di questi partirono da Belfort, nel nord-est della Francia, portando ciascuno quattro bombe da 9 kg (20 lb). Nel raid un aereo fu abbattuto, ma diverse bombe riuscirono a colpire il capannone, distruggendo l'impianto di produzione dell'idrogeno. Ben presto i 504 risultarono obsoleti per operare in prima linea, e furono così assegnati al ruolo di addestratori. Le versioni più prodotte furono la 504J e soprattutto la 504K, prodotta in massa e dotata di attacchi universali in modo da ospitare una gran varietà di motorizzazioni, in modo da fronteggiare la carenza di motori. Alla fine del 1918 erano stati prodotti 8.340 504.
Nell'inverno del 1917-18 si decise di riconvertire in caccia i 504J e K, gli aerei sarebbero stati utilizzati negli squadroni da difesa della RFC, in sostituzione dei vecchi B.E.2, le cui prestazioni in alta quota erano diventate insufficienti. I 504 oggetto dell'operazione furono convertiti in monoposto, dotati di una mitragliatrice Lewis con montaggio Foster, cioè sopra l'ala superiore, e rimotorizzati con Gnome da 100 CV (75 kW) Le Rhône da 110 CV (80 kW). Complessivamente furono convertiti 274 tra 504J e K, che furono assegnati ad otto squadroni della difesa. Di questi, 226 erano ancora in servizio al termine del conflitto.
Nel dopoguerra un certo numero rimase come addestratore nella neonata RAF, ma un gran numero di velivoli risultò i eccedenza e quindi messi in vendita, sia per uso civile che militare. Più di 300 504K divennero aerei civili nella sola Gran Bretagna. Impiegato come addestratore, aereo da turismo e per usi pubblicitari, i 504 continuarono a volare in gran numero fino agli anni trenta. Il primo nucleo della Voenno-vozdušnye sily SSSR, l'aviazione militare dell'Unione Sovietica, fu equipaggiato con 504K e con copie locali dello stesso prodotte a partire dai primi anni venti.

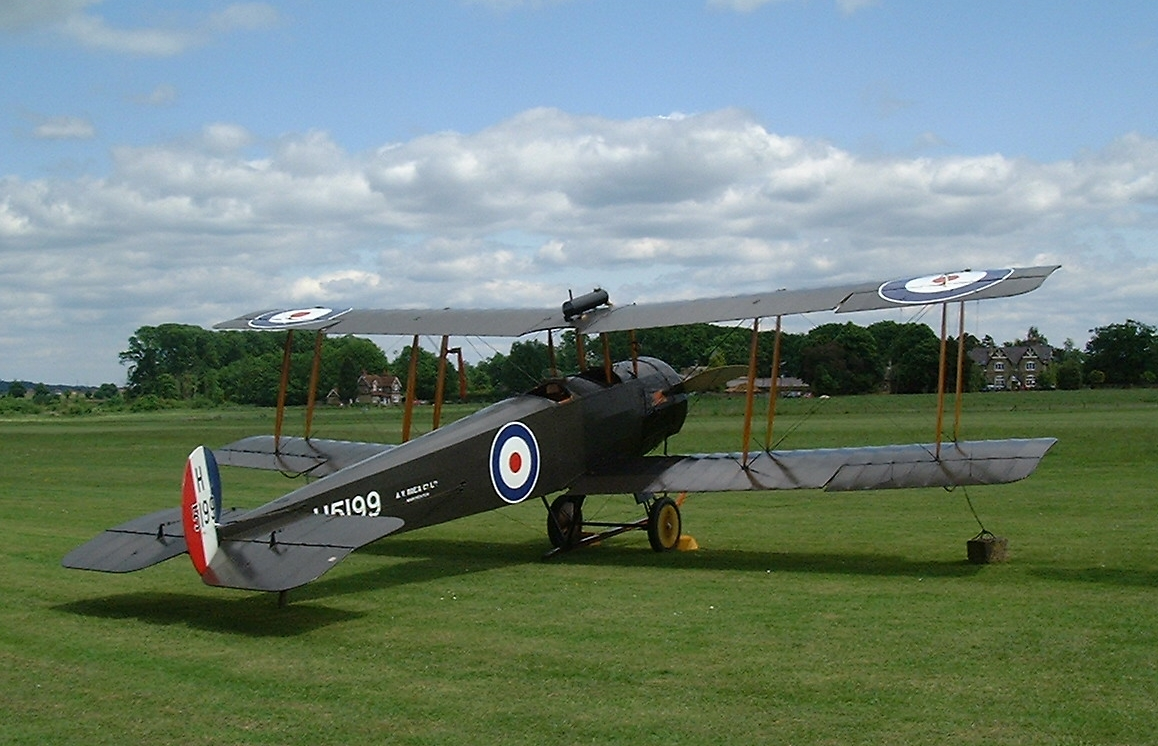
Un Avro 504K con le insegne del Royal Flying Corps. Appartenente alla Collezione Shuttleworth, si tratta di uno dei pochi esemplari ancora in grado di volare

Noti come U-1  Avrushka e motorizzati con cloni russi del Gnome Monosoupape, furono in seguito sostituiti da quello che diventerà il biplano più prodotto della storia dell'aviazione, il Polikarpov Po-2, inizialmente noto come U-2, ad indicare che era il successore dell'U-1. Anche se venduti in versione addestratore, i 504 che finirono in Cina furono usati in battaglia dai signori della guerra, che li impiegarono sia per il lancio a mano di bombe che per l'impiego di mortai appositamente modificati. Nel 1925 fu presentato il 504N, ridisegnato e con nuove motorizzazioni.

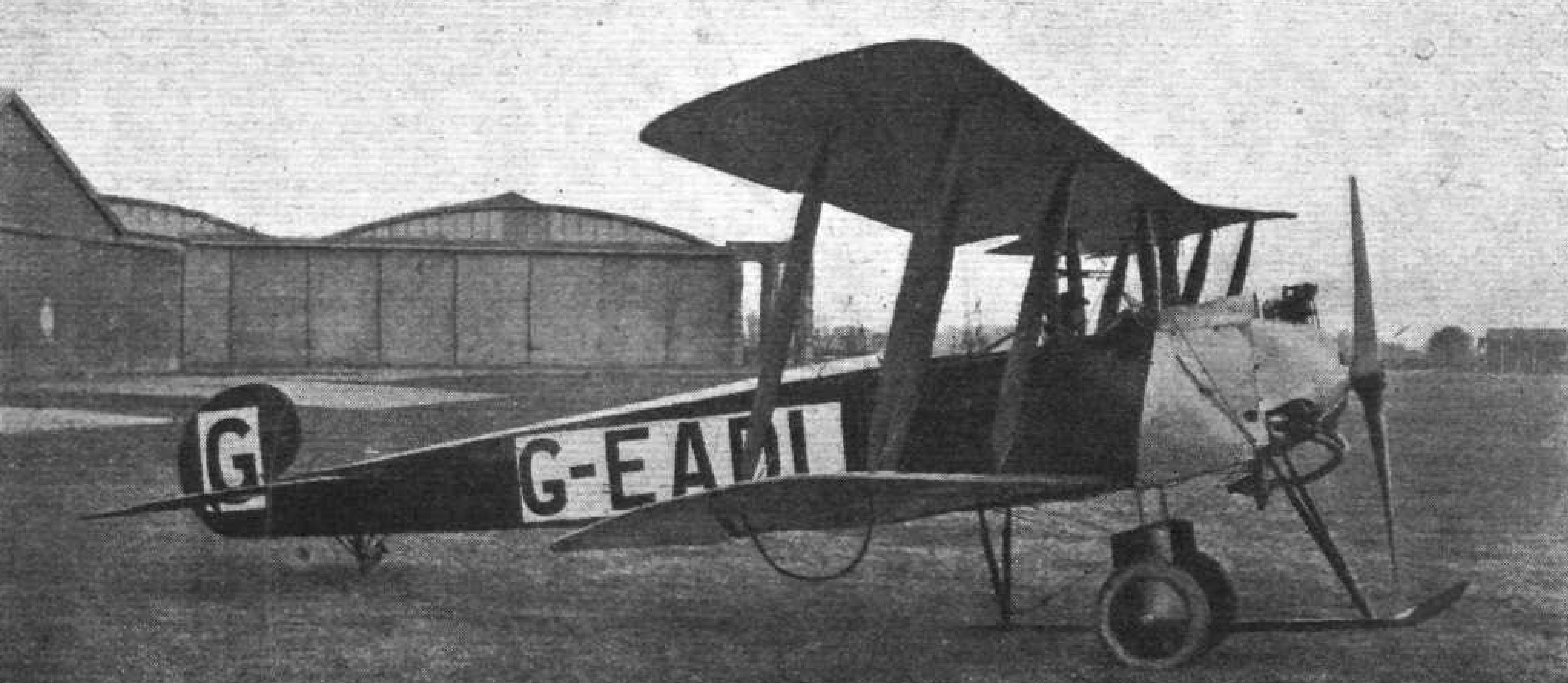
Prototipo di Avro 504 con motore Bristol Lucifer

Furono costruiti due prototipi, uno motorizzato Bristol Lucifer e uno Armstrong Siddeley Lynx. Alla fine per sostituire il 504K la RAF scelse la versione motorizzata Lynx. Tra il 1925 e il 1932 furono costruiti 592 504N, che andarono ad equipaggiare cinque scuole di volo della RAF, oltre ad essere impiegati come aerei da comunicazione. Il 504N fu venduto anche alle forze armate di Belgio, Brasile, Cile, Danimarca, Grecia, Thailandia e Sudafrica, fu inoltre prodotto su licenza in Danimarca, Belgio, Canada e Giappone. Il 504N rimase in servizio nella RAF fino al 1933, quando fu sostituito dall'Avro 621 Tutor, ma molti continuarono ad essere impiegati come aerei civili fino al 1940, quando la RAF ne rimise sette in servizio, che furono impiegati come aerei bersaglio e per il traino di alianti.
Il 504 fu il primo aereo a mitragliare truppe a terra, il primo ad effettuare un bombardamento sulla Germania nonché il primo aereo alleato ad essere abbattuto dalla contraerea. Fu inoltre il primo aereo pilotato da Billy Bishop, il più grande asso dell'aviazione canadese.
Il 504 è facilmente riconoscibile per il singolo pattino d'atterraggio posizionato tra le ruote, caratteristica che tra i piloti della RAF gli valse il soprannome di "toth pick" (stuzzicadenti in italiano).

## Versioni

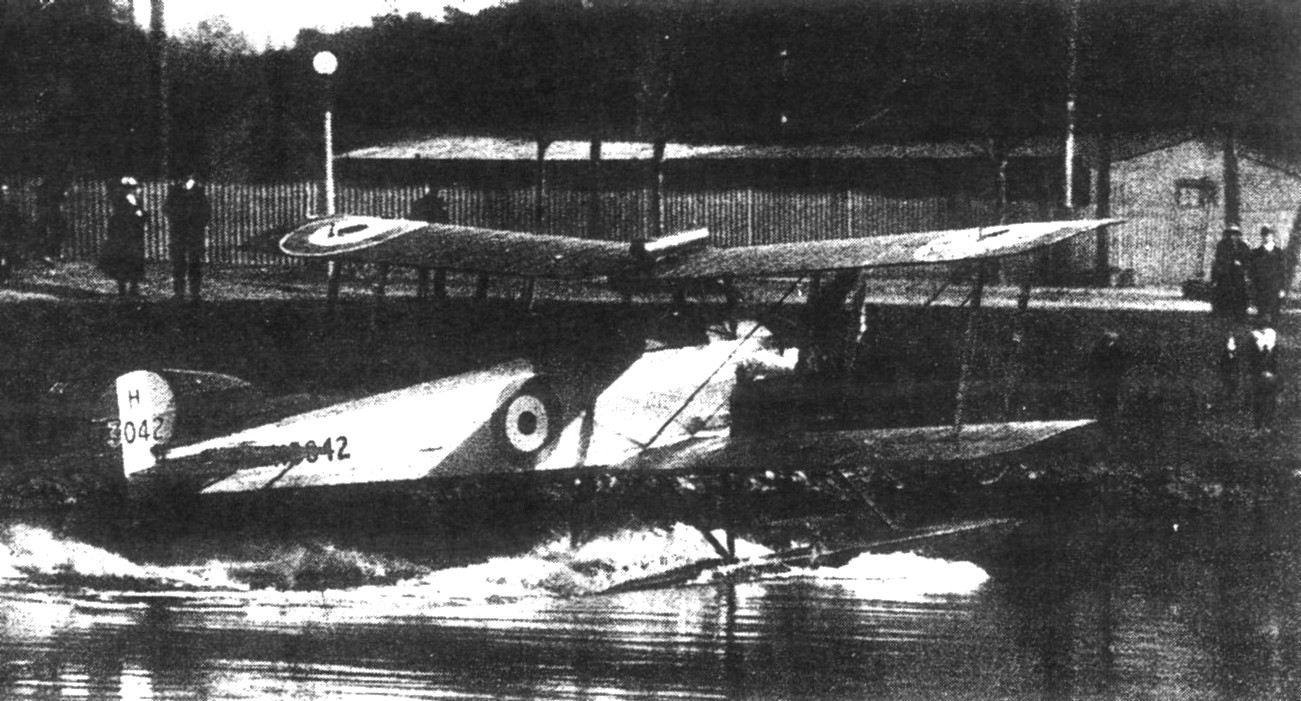
Un Avro 504L, ai comandi di Hippolyte De La Rue, effettua il primo ammaraggio sullo Yarra, 26 giugno 1920

- 504: Prima versione, motore Gnome Lambda da 80 hp (60 kW).
- 504A: Alettoni più piccoli, montanti maggiorati e motore Gnome da 80 hp (60 kW).
- 504B: Versione per la RNAS con deriva maggiorata e motore Gnome da 80 hp.
- 504C: Versione monoposto anti-zeppelin per la RNAS. Al posto del navigatore fu installato un serbatoio supplementare.
- 504D: Versione monoposto anti-zeppelin per la RFC. Sei esemplari costruiti.
- 504E: Motore Gnome da 100 hp (75 kW). Dieci esemplari costruiti.
- 504F: Motore Rolls-Royce Hawk da 75 hp (60 kW). Un esemplare costruito.
- 504G: Motore Gnome da 80 hp (60 kW).
- 504H: Versione sperimentale per il lancio da catapulta. Motore Gnome da 80 hp (60 kW).
- 504J: Addestratore. Motore Gnome da 100 hp (75 kW) o Le Rhône da 80 hp (60 kW).
- 504K: Addestratore biposto, disponeva di attacchi motore universali. La versione monoposto era impiegata nella lotta anti-zeppelin. Molti furono prodotti in Australia dalla Australian Aircraft & Engineering. Motore Clerget da 130 hp (100 kW), Gnome Monosoupape da 100 hp (75 kW) o Le Rhône 9J da 110 hp (80 kW).
- 504K Mk.II: Addestratore, versione ibrida con fusoliera del 504K e carrello ed ali del 504N, motore rotativo. Costruito su licenza in Messico come Avro Anahuac.[8]
- 504L: Idrovolante, motore Bentley BR1 da 150 hp (112 kW), Clerget da 130 hp (100 kW) o Le Rhône da 110 hp (82 kW).
- 504M: Triposto con cabina chiusa, motore Gnome da 100 hp (75 kW). Un solo esemplare costruito.
- 504N: Addestratore biposto impiegato nel primo dopoguerra dalla Royal Air Force. Motore Armstrong Siddeley Lynx da 160 hp (120 kW). 598 esemplari costruiti.
- 504O: Versione idrovolante del 504N. Primo aereo a sorvolare il circolo polare artico durante la spedizione artica dell'Università di Oxford del 1923.
- 504P: Versione con posti affiancati del 504N, rimasta a livello di progetto.[9]

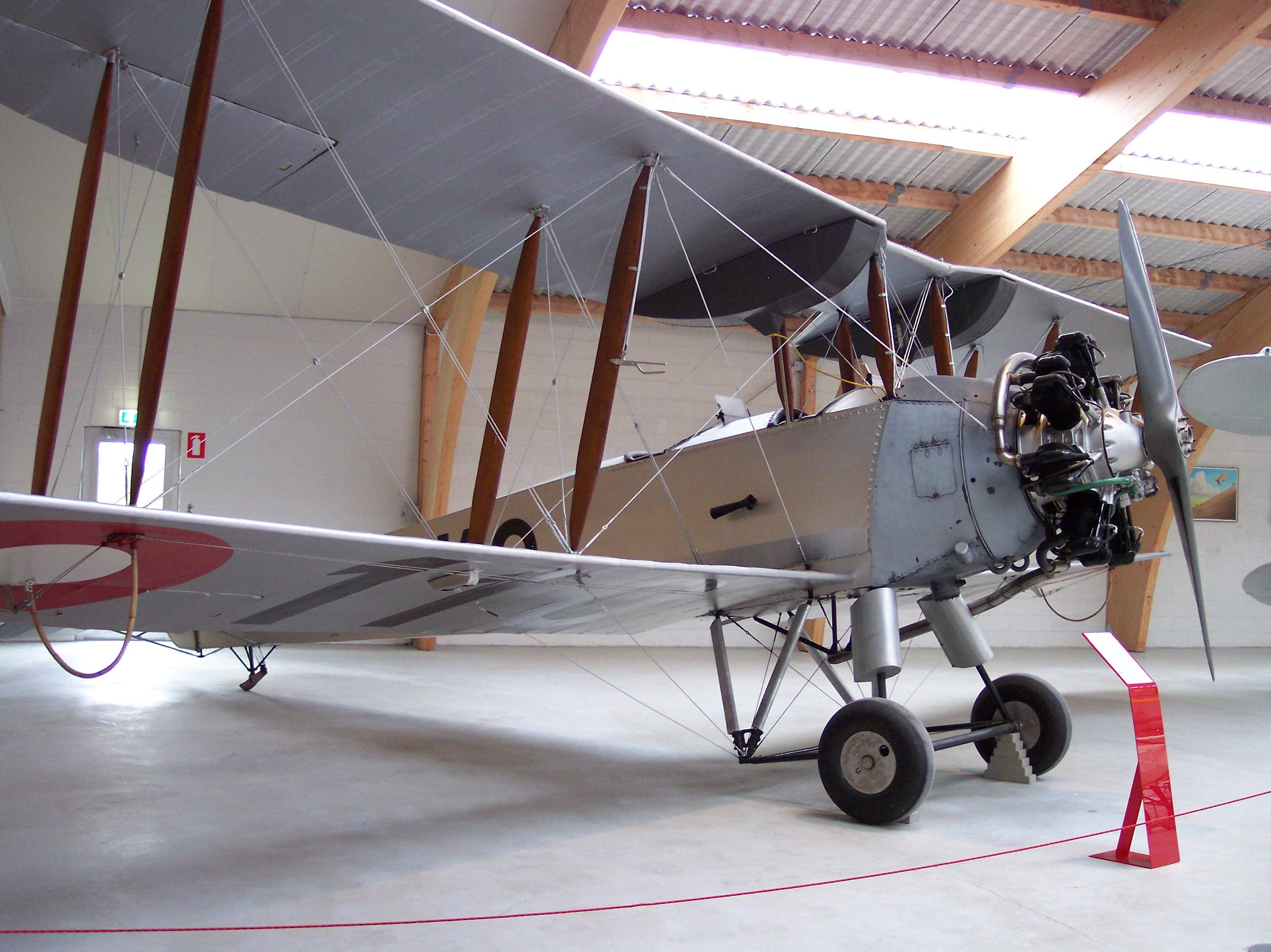
Un Avro 504N, versione motorizzata Armstrong Siddeley Lynx introdotta nel 1925

- 504Q: Triposto con cabina chiusa e motore Armstrong Siddeley Linx per la spedizione artica dell'Università di Oxford. Un solo esemplare costruito.
- 504R Gosport: Versione d'addestramento con struttura ridisegnata e alleggerita. Cinque prototipi costruiti operanti dal 1926 al 1927 con vari motori: Gnome Monosoupape da 100 hp (75 kW), Avro Alpha da 100 hp (75 kW), Armstrong Siddeley Genet Major da 140 hp (104 kW) e Armstrong Siddeley Mongoose da 150 hp (110 kW). Per la produzione in serie fu scelto il Mongoose. Dieci esemplari furono venduti in Argentina, altri 100 furono prodotti su licenza sempre in Argentina dalla FMA. Sei furono esportati in Estonia dove rimasero in servizio fino al 1940, ed un numero imprecisato furono esportati in Perù.[10]
- 504S: Biposto da addestramento costruito su licenza in Giappone dalla Nakajima Hikōki.
- Yokosuka K2Y1: Versione giapponese dell'Avro 504N, motore Mitsubishi (un Armstrong Siddeley Mongoose costruito su licenza) da 130 hp (100 kW). 104 esemplari costruiti
- Yokosuka K2Y2: Versione migliorata del K2Y1 con motore Gasuden Jimpu 2 da 160 hp (120 kW).[11]
- U-1 (Uchebnyi - 1) Avrushka: Copia russa del 504K. Oltre 700 esemplari costruiti.[12]
- MU-1 (Morskoy Uchebnyi - 1): Versione idrovolante dell'U-1.

## Produttori
Oltre alla A.V. Roe and Company (Avro), il 504 è stato prodotto su licenza da numerose aziende:
- Australian Aircraft & Engineering, Sydney, Australia
- The Brush Electrical Engineering Co Ltd, Loughborough
- Canadian Aeroplanes Ltd, Toronto, Canada
- The Eastbourne Aviation Co Ltd, Eastbourne
- Fábrica Argentina de Aviones, Cordoba, Argentina
- Frederick Sage and Co Ltd, Peterborough e Londra
- The Grahame-White Aviation Co Ltd, Londra
- Harland and Wolff Ltd, Belfast, Irlanda
- The Henderson Scottish Aviation Factory, Aberdeen
- Hewlett & Blondeau, Leagrave, Luton, Bedfordshire.
- The Humber Motor Co Ltd
- Nakajima Hikōki, Ohta-Machi, Tokyo, Giappone
- Parnall & Sons, Bristol
- S. E. Saunders Ltd, Isola di Wight
- Societe Anonyme Belge de Constructions Aeronautiques Haren, Bruxelles, Belgio
- The Sunbeam Motor Car Co Ltd, Wolverhampton
- TNCA, Città del Messico
- Primo arsenale tecnico aeronavale di Yokosuka, Giappone

## Utilizzatori

### Militari
Argentina
- Fuerza Aérea Argentina[15]

 Australia
- Australian Flying Corps

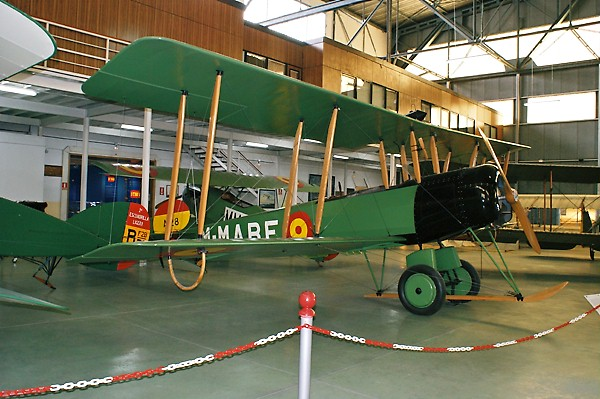
Un Avro 504K con insegne della Aeronáutica Militar Española. L'Avro 504 fu la spina dorsale dell'aviazione spagnola dal 1919 al 1939.

  - No. 5 (Training) Squadron nel Regno Unito
  - No. 6 (Training) Squadron nel Regno Unito
  - No. 7 (Training) Squadron nel Regno Unito
  - No. 8 (Training) Squadron nel Regno Unito
  - Central Flying School AFC a Point Cook, Victoria
- Royal Australian Air Force
  - No. 1 Flying Traing School RAAF a Point Cook

 Belgio
- Aéronautique Militaire/Militair Vliegwezen

acquistò cinquanta esemplari di 504K di produzione britannica e altri 27 costruiti su licenza dalla SABCA. Questi furono rimpiazzati dai 504N, dei quali 17 costruiti dalla Avro nel 1929-31 e 31 costruiti su licenza.
 Brasile
- Serviço de Aviação Militar

 Canada
- Royal Canadian Air Force

 Cile
- Servicio de Aviación Militar de Chile

 Repubblica di Cina
- Chung-Hua Min-Kuo K'ung-Chün

 Danimarca
- Hærens Flyvertropper

 Estonia
- Aviation Company

 Finlandia
- Suomen ilmavoimat

 Grecia
- Ellinikí Vasilikí Aeroporía

 Guatemala
 India Britannica
- Royal Indian Air Force

 Indie orientali olandesi
- Militaire Luchtvaart van het Koninklijk Nederlandsch-Indisch Leger

 Iran

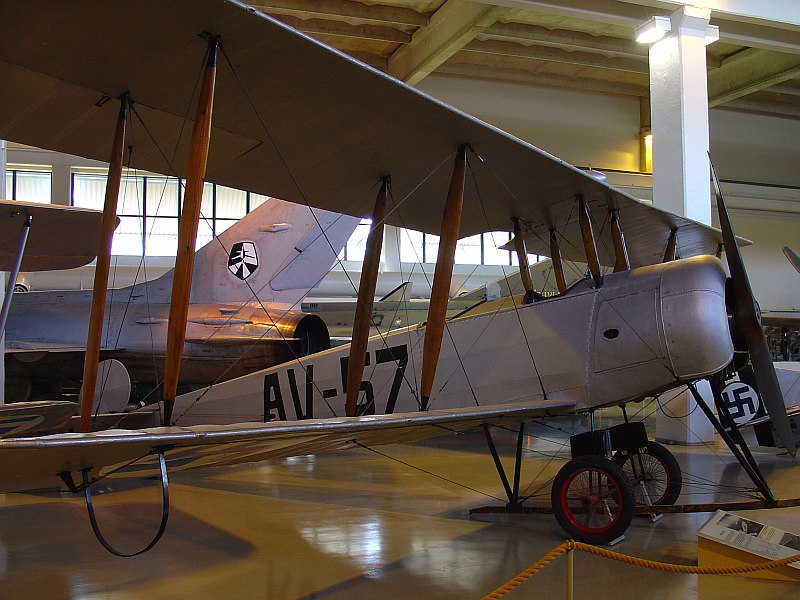
Un Avro 504K della Suomen ilmavoimat, attualmente esposto al Keski-Suomen ilmailumuseo

- Niru-ye Havayi-ye Shahanshahiy-e Iran

 Irlanda
- Irish Air Service
- Aer Chór na hÉireann

 Giappone
 Stati malesi federati
 Messico
- Fuerza Aérea Mexicana

 Mongolia
- Mongolian People's Army Air Corp

 Paesi Bassi
- Luchtvaartafdeling

 Nuova Zelanda
- New Zealand Permanent Air Force

 Norvegia
- Kongelige Norske Luftforsvaret

 Regno Unito
- Royal Flying Corps
- Royal Air Force
- Royal Naval Air Service

 Perù
- Cuerpo de Aviación del Perú

 Polonia
- Siły Powietrzne

operò con un Avro 504K.
 Portogallo
- Serviço Aeronáutico Militare
- Serviço da Aeronáutica Naval

 Impero russo
- Imperatorskij voenno-vozdušnyj flot

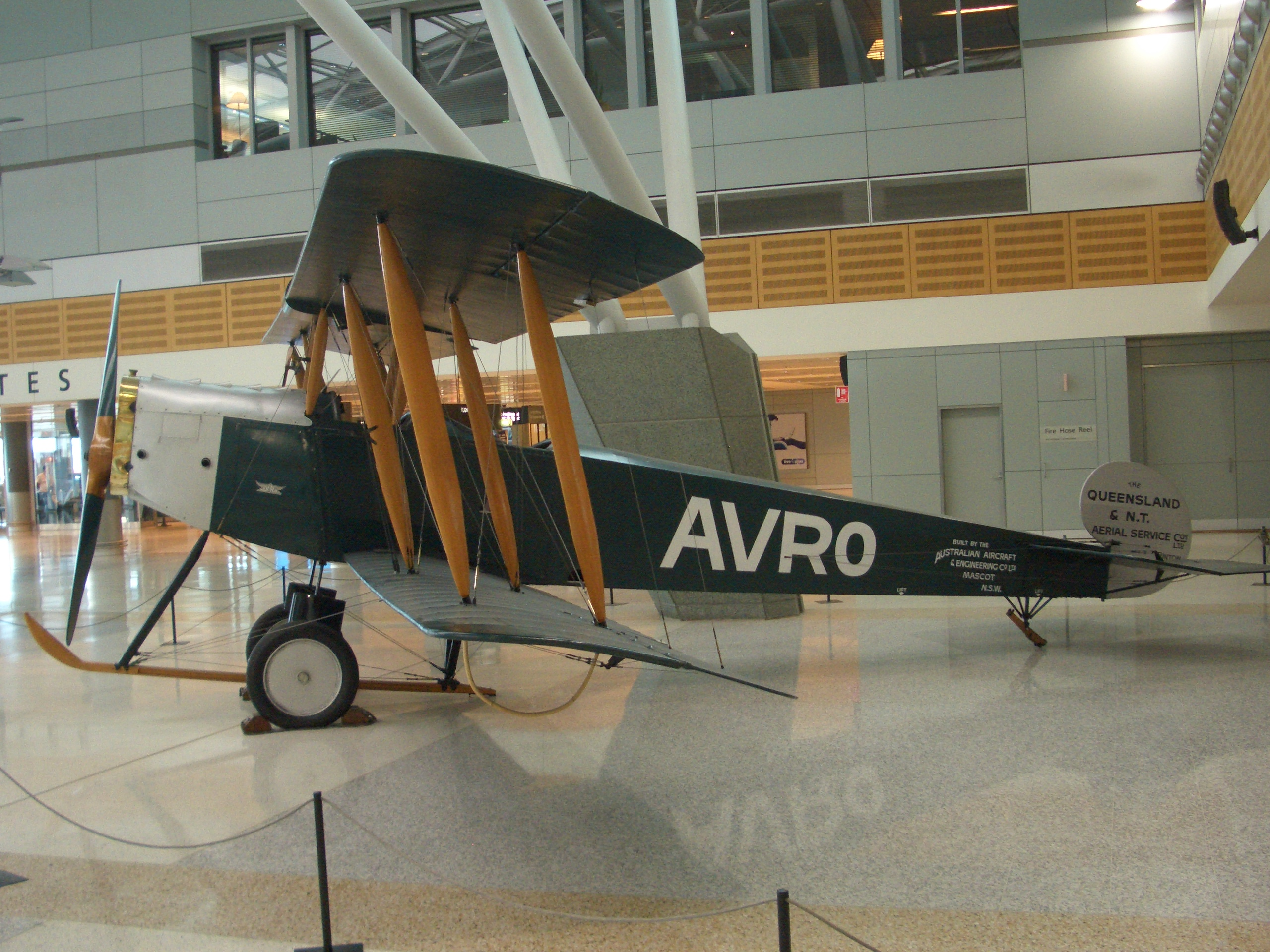
Replica motorizzata Sunbeam di un Avro 504K della Qantas, attualmente esposta nel Qantas Domestic Terminal dell'Aeroporto Internazionale Kingsford Smith

 Siam
- Krom Akat Sayam

 Spagna
- Aeronáutica Militar Española

 Sudafrica
- South African Air Force

 Svezia
- Svenska Flygvapnet
- Svenska marinen

 Svizzera
- Forze aeree svizzere

 Stati Uniti
- United States Army Air Service

 Unione Sovietica
- Voenno-vozdušnye sily SSSR

 Uruguay
- Aviación Militar de l'Ejército Nacional

operò dagli anni venti con almeno 16 esemplari di 504K nella Escuela Militar de Aviación (EMA).

### Civili
Australia
- Queensland and Northern Territory Aerial Service
- Western Australian Airways

## Esemplari sopravvissuti
Sono pochi gli Avro 504 sopravvissuti, ed ancor meno quelli ancora in condizione di volare. Tra questi ultimi c'è il 504K appartenente alla Collezione Shuttleworth ed un altro esemplare conservato in un museo canadese. Un 504K si trova in esposizione statica al Museo della scienza di Londra.
Dal 1971 l'Old Rhinebeck Aerodrome, museo situato a Red Hook, nello stato di New York, possiede una riproduzione volante di un Avro 504, motorizzata con un Le Rhône 9J originale.
Un progetto per la costruzione di una replica volante di un 504 è stato iniziato dalla Blue Swallow Aircraft, azienda della Virginia specializzata in questo genere di realizzazioni.

### Libri
- (EN) J. M. Bruce, Warplanes of the First World War - Fighter, Volume One, Great Britain, London, Macdonald, 1965.
- (EN) David Donald (a cura di), The Encyclopedia of World Aircraft, Aerospace Publishing, 1997, ISBN 1-85605-375-X.
- (EN) Tony Holmes, Jane's Vintage Aircraft Recognition Guide, London, Harper Collins, 2005, ISBN 0-00-719292-4.
- (EN) Aubrey Joseph Jackson, Avro Aircraft since 1908, 2ª ed., London, Putnam Aeronautical Books, 1990  [1965], ISBN 0-85177-834-8.
- (EN) Francis K. Mason, The British Fighter since 1912, Naval Institute Press, 1992, ISBN 1-55750-082-7.
- (EN) Francis K. Mason, The British Bomber since 1914, London, Putnam Aeronautical Books, 1994, ISBN 0-85177-861-5.
- (EN) Robert C. Mikesh e Shorzoe Abe, Japanese Aircraft 1910-1914, London, Putnam, 1990, ISBN 0-85177-840-2.
- (EN) M. J. H. Taylor (a cura di), Jane's Encyclopedia of Aviation, Jane's Publishing Company, 1980.

### Pubblicazioni
- J.M. Bruce, The Avro 504: Historic Military Aircraft No. 8, Part I (PDF), in Flight, 9 luglio 1954,  pp. 41-44.
- J.M. Bruce, The Avro 504: Historic Military Aircraft No. 8, Part II (PDF), in Flight, 16 luglio 1954,  pp. 83-88.